# ギオルギ・フリストフ
ギオルギ・フリストフ（Gjorgji Hristov、1976年1月30日 - ）は、北マケドニア・ビトラ出身の元同国代表サッカー選手。ポジションはFW。2018年より母国FKバルダールにてユース責任者を務める。
フリストフは北マケドニア代表にて1995年から2005年の10年間もの間、第一線で活躍した。代表16ゴールは同国歴代2位の記録である。

## タイトル
パルチザン
- セルビア・モンテネグロ・プルヴァ・リーガ : 2回 (1995-96, 1996-97)